# Humbug (album)
Humbug è il terzo album in studio del gruppo musicale britannico Arctic Monkeys, pubblicato in Giappone il 19 agosto 2009, in Gran Bretagna ed in Italia rispettivamente il 24 ed il 28 agosto successivo. 
Humbug rappresenta un punto di svolta nel sound e nello lo stile del gruppo, che con i suoi timbri oscuri e psichedelici, completamente diversi da quelli due precedenti album, batterà il percorso per tutta la produzione successiva della band.

## Tracce
Testi di Alex Turner, musiche degli Arctic Monkeys.
1. My Propeller – 3:27
2. Crying Lightning – 3:43
3. Dangerous Animals – 3:30
4. Secret Door – 3:43
5. Potion Approaching – 3:32
6. Fire and the Thud – 3:57
7. Cornerstone – 3:17
8. Dance Little Liar – 4:43
9. Pretty Visitors – 3:40
10. The Jeweller's Hands – 5:44

Durata totale: 39:16

## Formazione
- Alex Turner - voce, chitarra
- Jamie Cook - chitarra
- Nick O'Malley - basso, cori
- Matt Helders - batteria, cori

### Collaboratori
- Josh Homme - cori (tracce 3,5,10,11), glockenspiel (traccia 10)
- Alison Mosshart - cori (traccia 6)
- John Ashton - cori (tracce 1,2), tastiera (tracce 1,2,7)